# Butzbach
Butzbach – miasto w Niemczech, w kraju związkowym Hesja, w rejencji Darmstadt, w powiecie Wetterau. 30 czerwca 2015 liczyło 25 120 mieszkańców.
Od 2011 nosi przydomek Friedrich-Ludwig-Weidig-Stadt.
W mieście znajduje się dawny zamek landgrafów heskich, który od początku XIX do końca XX w. stanowił koszary kolejno wojsk heskich, niemieckich i amerykańskich.

## Współpraca
Miejscowości partnerskie
- Collecchio, Włochy (od 2011)[4]
- Eilenburg, Saksonia (od 1990)[5]
- Saint-Cyr-l’École, Francja[6]
- Teplá, Czechy (patronat od 1954)[7]